# Валуй
Валу́й (лат. Rússula foétens) — вид грибов из рода Сыроежка семейства Сыроежковые.
Местные названия: бычок, сопливик, гриб-плаку́н, свину́р, кульбик, куба́рь, кулачо́к, подтопольник, коровник, кубышка (Пермский край); хрустушка (северные районы Омской области); валуи, кучки, дорожки (Восточный Казахстан), песочники.

## Описание
Шляпка диаметром 8—12 (до 15) см, жёлтая или жёлто-бурая. У молодых грибов шляпка шаровидная, позднее раскрывается до почти плоской, с углублением в центре и чётко выраженными радиальными бороздками по краю. Кожица гладкая, блестящая, сильно слизистая, легко снимается.
Мякоть упругая, белая, на срезе постепенно темнеет и становится бурой. На вкус нейтральная, без горечи, запах выраженный, похожий на запах сырой картошки, смешанный с ореховым
Пластинки разной длины, частые, узкоприросшие, беловатые или грязно-кремовые, выделяют желтоватую прозрачную жидкость, которая засыхает и оставляет бурые пятна.
Ножка цилиндрическая или бочонковидная, в длину 6—12 см и толщиной до 3 см, белая, часто покрывается бурыми пятнами, особенно возле основания. В середине ножки с возрастом образуется полость неправильной формы, и ножка, в начале относительно прочная, становится очень рыхлой.
Споровый порошок кремовый или бедно жёлтый
споры 8,5×8 мкм, бородавчатые, амилоидные.

## Экология и распространение

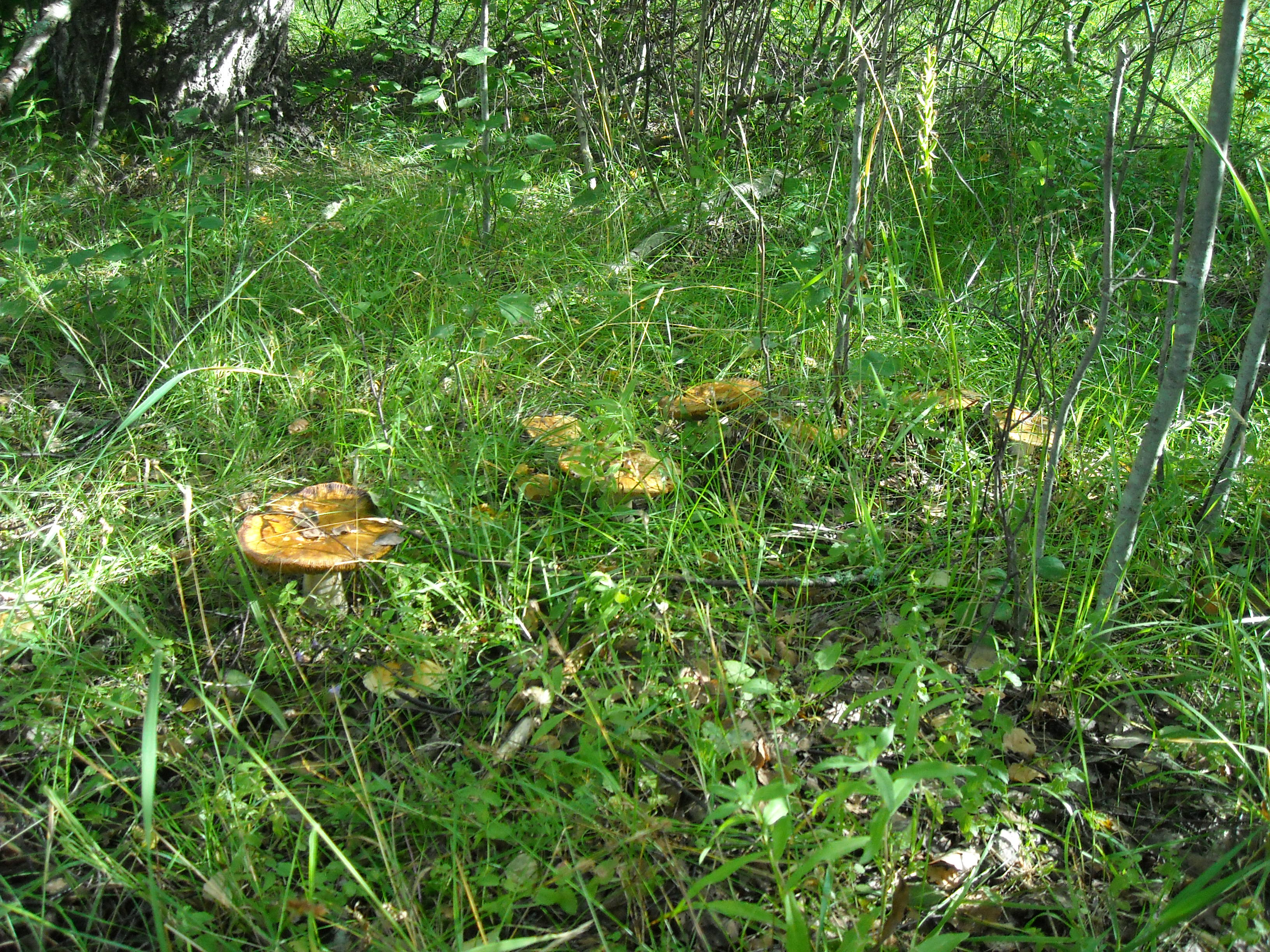
Валуи в лесу в Тверской области

Образует микоризу как с хвойными, так и с лиственными деревьями, обычен в лесах в Евразии и Северной Америке, в России наиболее распространён в европейской части и на Кавказе, в Западной Сибири, в Казахстане и на Дальнем Востоке. Предпочитает тенистые, влажные места, особенно часто встречается в березняках и смешанных с берёзой лесах,в осинниках и тополях. Плодоносит обильно, одиночно или небольшими группами.
Сезон: с июля по октябрь.

## Сходные виды
- Сыроежка миндальная (Russula laurocerasi) отличается по запаху горького миндаля.
- Russula subfoetens даёт жёлтое окрашивание мякоти под действием растворов щёлочи, валуй не даёт такой реакции.
- Сыроежка Морзе (Russula illota) отличается жёлтыми пластинками с тёмными, до фиолетово-коричневого цвета, краями; запах её больше похож на горькоминдальный.

## Пищевые качества
Некоторые авторы называют валуй несъедобным, однако в странах СНГ этот гриб традиционно употребляется как условно съедобный. Валуи солят, реже маринуют, предварительно с грибов снимают кожицу и удаляют горечь путём вымачивания или отваривания. Обычно собирают молодые плодовые тела с нераскрытой шляпкой диаметром не больше 6 см. Гриб часто считается невысокого или среднего качества, но некоторые утверждают, что такое отношение незаслуженно, и предпочитают солёные валуи большинству других грибов.